# Эскопон
Эскопо́н (фр. Escautpont) — коммуна во Франции, регион О-де-Франс, департамент Нор, округ Валансьен, кантон Анзен. Расположена в 8 км к северу от Валансьена, в 6 км от автомагистрали А2, на левом берегу реки Эско (Шельда).
Население (2017) — 4 192 человека.

## История
Название коммуны, как легко догадаться, происходит от моста на Эско, единственного в этих местах, по которому проходила римская дорога из Бове в Турне. Расположенный приблизительно на половине пути между этими городами, мост носил название «Брунгильда (Brunehaut)». Происхождение названия связывают либо с легендарной королевой Брунгильдой, которая погибла, будучи привязанной за волосы к мчащейся лошади, либо с деформированным словосочетанием «Borne Haute», что означает «Верхний переход».
Поначалу селение располагалось около моста, но на протяжении веков его центр постепенно сместился к северу, а в XIX веке на левом берегу Эско выросла промышленная зона, в основном стекольные заводы и пивоварни. В XIX веке здесь, как и в большинстве окрестных сел, были обнаружены запасы каменного угля, и компания Анзен открыла в Эскопоне свою шахту.

## Экономика
Структура занятости населения:
- сельское хозяйство — 0,2 %
- промышленность — 7,1 %
- строительство — 11,3 %
- торговля, транспорт и сфера услуг — 43,3 %
- государственные и муниципальные службы — 38,1 %

Уровень безработицы (2017) — 27,4 % (Франция в целом — 13,4 %, департамент Нор — 17,6 %). 

Среднегодовой доход на 1 человека, евро (2017) — 15 150 (Франция в целом — 21 110, департамент Нор — 19 490).

## Демография
Динамика численности населения, чел.

## Администрация
Пост мэра Эскопона с 2017 года занимает член Коммунистической партии Жоэль Легран (Joëlle Legrand). На муниципальных выборах 2020 года возглавляемый ею список коммунистов был единственным.
| Период | Период | Фамилия         | Партия                                | Примечания                          |
| ------ | ------ | --------------- | ------------------------------------- | ----------------------------------- |
| 1985   | 2008   | Франсис Беркман | Социалистическая партия, Разные левые |                                     |
| 2008   | 2014   | Франсис Марьяж  | Разные левые                          |                                     |
| 2014   | 2017   | Франсис Беркман | Коммунистическая партия               |                                     |
| 2017   |        | Жоэль Легран    | Коммунистическая партия               | территориальный чиновник в отставке |